# 扎帕斯内
47°38′54″N 35°32′0″E / 47.64833°N 35.53333°E
扎帕斯內（烏克蘭語：Запасне）是位於烏克蘭東南部的村莊，由扎波羅熱州扎波羅熱区的科梅舒瓦哈市镇負責管轄。該村距離新雅科夫利夫卡2公里，面積0.41平方公里，海拔高度107米，2001年人口52。